# Textfiles.com
textfiles.com est un site Web consacré à la préservation des documents numériques contenant l’histoire du monde du système de babillard électronique (BBS) et de diverses sous-cultures, offrant ainsi un aperçu de l’histoire des écrivains et des artistes en code ASCII brut. Le site catégorise et stocke des milliers de fichiers texte, principalement des années 1980, mais contient également des fichiers plus anciens et certains ayant été créés jusque dans les années 1990. Un large éventail de sujets est présenté, y compris l'anarchie, l'art, les ordinateurs, les magazines en ligne, jeux, piratage, OVNIS. 
Le site a été créé et est géré par Jason Scott. Le site a été mis en ligne en 1998 et compte (en 2017) 58 227 fichiers. Il a comptabilisé une moyenne de 350 000 à 450 000 visiteurs par mois.
Le site héberge également un certain nombre de sous-projets avec leurs propres noms d'hôte . artscene.textfiles.com dispose d'un référentiel d'art informatique comprenant des introductions de crack , de l'art ANSI et ASCII et d'autres documents connexes; audio.textfiles.com possède une archive de fichiers audio , y compris  des conférences téléphoniques enregistrées avec les propriétaires de BBS et des émissions de radio pirate; cd.textfiles.com contient une archive de disques de shareware de 1990; web.textfiles.com contient des fichiers créés après la généralisation de l'utilisation d' Internet , vers 1995; bbslist.textfiles.com vise à être une liste complète de tous les BBS historiques; timeline.textfiles.com est destiné à répertorier tous les événements importants de l’histoire des BBS.